# Mónica Torres (taekwondo)
Mónica Torres es una deportista mexicana que compitió en taekwondo. Ganó dos medallas de plata en el Campeonato Mundial de Taekwondo en los años 1987 y 1989, y dos medallas en el Campeonato Panamericano de Taekwondo en los años 1988 y 1990.

## Palmarés internacional
| Campeonato Mundial      | Campeonato Mundial    | Campeonato Mundial | Campeonato Mundial |
| Año                     | Lugar                 | Medalla            | Categoría          |
| ----------------------- | --------------------- | ------------------ | ------------------ |
| 1987                    | Barcelona (España)    | Medalla de plata   | –43 kg             |
| 1989                    | Seúl (Corea del Sur)  | Medalla de plata   | –43 kg             |
| Campeonato Panamericano |                       |                    |                    |
| Año                     | Lugar                 | Medalla            | Categoría          |
| 1988                    | Lima (Perú)           | Medalla de oro     | –43 kg             |
| 1990                    | Bayamón (Puerto Rico) | Medalla de bronce  | –43 kg             |